# Selca (Železniki, Slovenija)
Selca je naselje u slovenskoj Općini Železniku. Selca se nalazi u pokrajini Gorenjskoj i statističkoj regiji Gorenjskoj. 

## Stanovništvo
Prema popisu stanovništva iz 2002. godine naselje je imalo 678 stanovnika.